# David Pearce
David Pearce est un philosophe utilitariste et transhumaniste britannique né à Brighton en Angleterre. Il est le cofondateur en 1998 de la World Transhumanist Association, appelée aussi Humanity+, et de la Abolitionist Society en 2002. Il est l'un des principaux promoteurs du transhumanisme, ainsi que de l'« impératif hédoniste », exigence morale selon laquelle les êtres humains doivent travailler à la réduction – voire à l'abolition – de la souffrance pour tous les êtres sentients.
Son manifeste, publié en ligne sur Internet, The Hedonistic Imperative (1995), cherche à montrer comment des technologies telles que l'ingénierie génétique, les nanotechnologies, la pharmacologie ou la neurochirurgie peuvent converger afin d'éradiquer toute forme d'insatisfaction parmi les êtres sensibles, êtres humains y compris. Ce manifeste peut donc proposer des pistes de réflexions pour faire face au paradoxe de l'hédonisme.
S'astreignant au véganisme, Pearce soutient que nous avons la responsabilité morale non seulement d'éviter la cruauté envers les animaux au sein de nos sociétés, mais aussi de redessiner l'écosystème global afin que les animaux cessent de souffrir à l'état sauvage.

## Source de la traduction
- (en) Cet article est partiellement ou en totalité issu de l’article de Wikipédia en anglais intitulé « David Pearce (philosopher) » (voir la liste des auteurs).